# 木村愛
木村 愛（きむら まな、2002年10月19日 - ）は、福岡県出身の女子ソフトボール選手（内野手）。SHIONOGIレインボーストークス所属。

## 経歴
兄の影響で7歳からソフトボールを始める。佐賀女子短期大学付属佐賀女子高等学校を卒業後、2021年に日本リーグ1部のホンダリヴェルタに入団。
ホンダリヴェルタでは、ルーキーイヤーに9試合に出場して打率.333・本塁打1の成績を残すと、翌2022年からレギュラーに定着した。
2025年、SHIONOGIレインボーストークスに移籍。

## 選手としての特徴
ホンダリヴェルタでは主にサードを守っている。

## 人物・エピソード
広島カープファンである。子供の頃の夢はバスケットボール選手で、目標としているアスリートはステフィン・カリー。
滝などの自然が好きで、休日はドライブに出かけてリフレッシュしている。特技はスケートボード。

## 詳細情報

### JDリーグ個人表彰
- 2024年 - [東]ベストナイン（三塁手）

### 背番号
- 2（2021 - 2024）
- 6（2025 - ）